# Märklin von Hailfingen

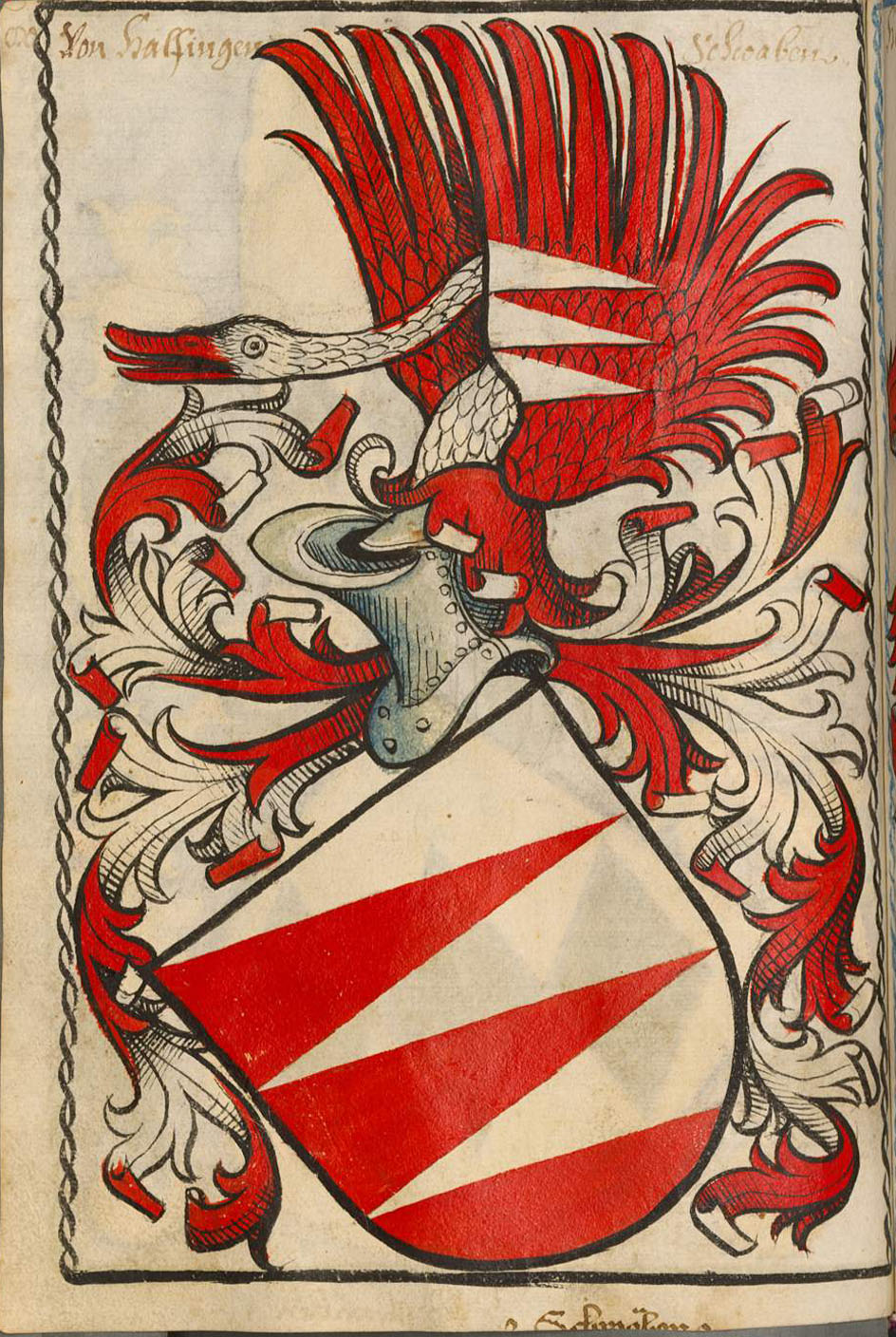
Familienwappen derer von Hailfingen nach dem Scheibler'schen Wappenbuch

Märklin von Hailfingen (um 1400) war ein württembergischer Adeliger.

## Familie
Märklin von Hailfingen war der Bruder des Edelknechts Hans von Hailfingen und Vetter von Georg und Wolf von Hailfingen. Seine Söhne hießen Aberlin und Georg von Hailfingen.
Es ist nicht klar, ob auch Heinrich von Hailfingen († 31. Juli 1432) einer seiner Brüder war. Dieser war 1408 Bursierer und ab 1412 Abt des Klosters Bebenhausen. Da auf seinem Grabstein das Gomaringer Wappen eingemeißelt ist, ist davon auszugehen, dass seine Mutter aus diesem Geschlecht stammte.

## Urkundliche Erwähnungen
Er erkaufte sich im Jahr 1380 von Pfalzgraf Konrad von Tübingen eigene Leute in der Gegend um Hohenentringen, genauer gesagt in Entringen, Poltringen und Oberndorf.
Er hat mit seinem Bruder Hans am 14. Juli 1424 den gemeinsamen Hof zu Gültstein an den Sindelfinger Chorherren Eberhard Rüß verkauft.